# トビアス・ハスリンガー

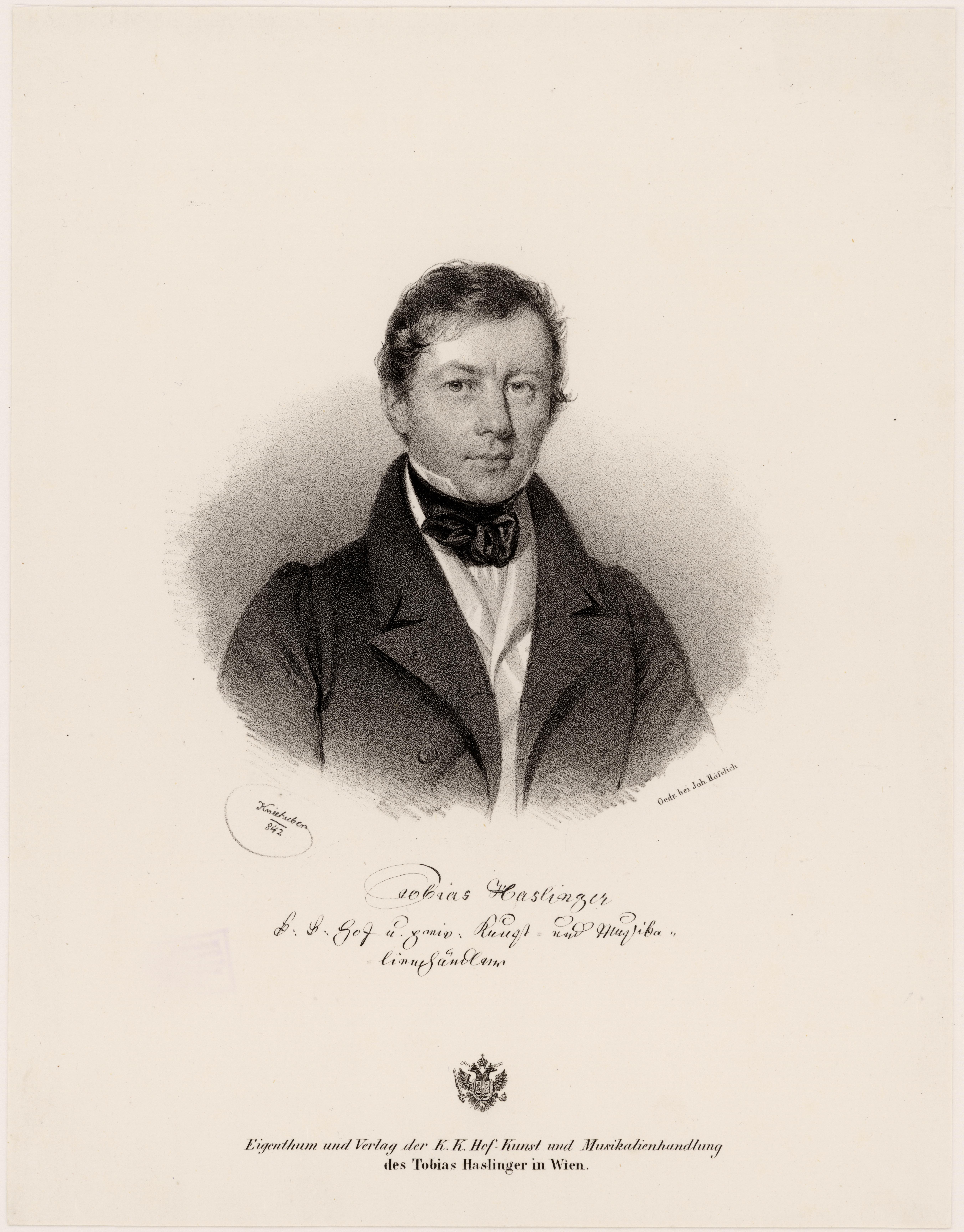
ヨーゼフ・クリーフーバーによるハスリンガーの肖像画。リトグラフ、1842年。

トビアス・ハスリンガー（Tobias Haslinger 1787年3月1日 - 1842年7月18日）は、オーストリアの音楽出版者、作曲家。

## 生涯
ハスリンガーはバート・ツェルに生まれた。リンツで少年合唱隊に所属していた時期に複数の楽器の演奏を覚え、聖堂のカペルマイスターだったフランツ・クサファー・グレッグルの音楽劇に参加した。
1810年にウィーンへと移った当初は簿記係として働いていたハスリンガーであったが、その後ジークムント・アントン・シュタイナーの芸術事業の共同経営者となり、1826年に事業を引き継いだ。彼が率いた事業では印刷と楽譜製版の工房が国際的地位に繋がっていた。この会社からはベートーヴェン、シューベルト（歌曲集『冬の旅』、1828年出版）、シュポーア、フンメル、マイセダー、モシェレス、ウェーバー、モーツァルト、チェルニー、クレメンティの楽曲、そしてヨハン・シュトラウス1世の全作品が刊行された。ベートーヴェンは1821年に冗談的作品である3声のカノン『O Tobias!』WoO.182をハスリンガーに献呈している。また、ハスリンガーはチェロ奏者、作曲家としても活動した。
ショパンは、1828年に作曲し、作品3として出版する予定だった『ピアノソナタ第1番』の刊行をハスリンガーに拒否され、パリに渡って名声を得た後の1841年に同曲の出版を彼が打診した時には激怒して返事をしなかった。結局、ショパンの死後の1851年になって息子のカール・ハスリンガーが同曲を遺作として出版した。カールは、『ドイツ民謡による変奏曲』も出版している。なお、ショパンはワルツブームに便乗して他の作曲家の作品の刊行を遅らせたトビアスを批判する手紙も残している。
トビアスが1842年にウィーンで没すると、同じく作曲家でもあった息子のカール・ハスリンガー（1816年-1868年）が「カール・ハスリンガー、旧トビアス」（Carl Haslinger quondam Tobias）という社名で引き継ぎ、順調に事業を展開した。この会社からはヨハン2世とヨーゼフのシュトラウス兄弟の作品が出版された。カールの死後、会社は1875年にシュレディンガー社（後のロベルト・リーナウ音楽出版）に売却され、同社は現在まで存続している。
1894年からは、ウィーンの第16、17街区を走る通りがハスリンガーの名前にちなみハスリンガーガッセと呼ばれている。彼の書簡はライプツィヒのStaatsarchiv（州立文書保管庫）に音楽出版社ペータースの文書として保管されている。